# Scotopteryx fasciata
Scotopteryx fasciata là một loài bướm đêm trong họ Geometridae.